# جبر عملگری
در شاخه آنالیز تابعی از ریاضیات، جبر عملگری (به انگلیسی: Operator Algebra)، جبر عملگرهای خطی روی یک فضای برداری توپولوژیکی است که ضرب در آن همان ترکیب نگاشت‌ها است.
نتایجی که در مطالعه جبرهای عملگری بدست می‌آیند، در قالب اصطلاحات جبری بیان می‌گردند، درحالی که تکنیک‌های استفاده شده به شدت آنالیزی می‌باشند. گرچه که مطالعه جبرهای عملگری را اغلب به عنوان شاخه‌ای از آنالیز تابعی رده‌بندی می‌کنند، این مطالعات دارای کاربردهای مستقیمی در این شاخه‌ها می‌باشد: نظریه نمایش، هندسه دیفرانسیل، مکانیک آماری کوانتومی، اطلاعات کوانتومی و نظریه میدان‌های کوانتومی.